# ハンス・ア・ダンマーク (1518-1532)

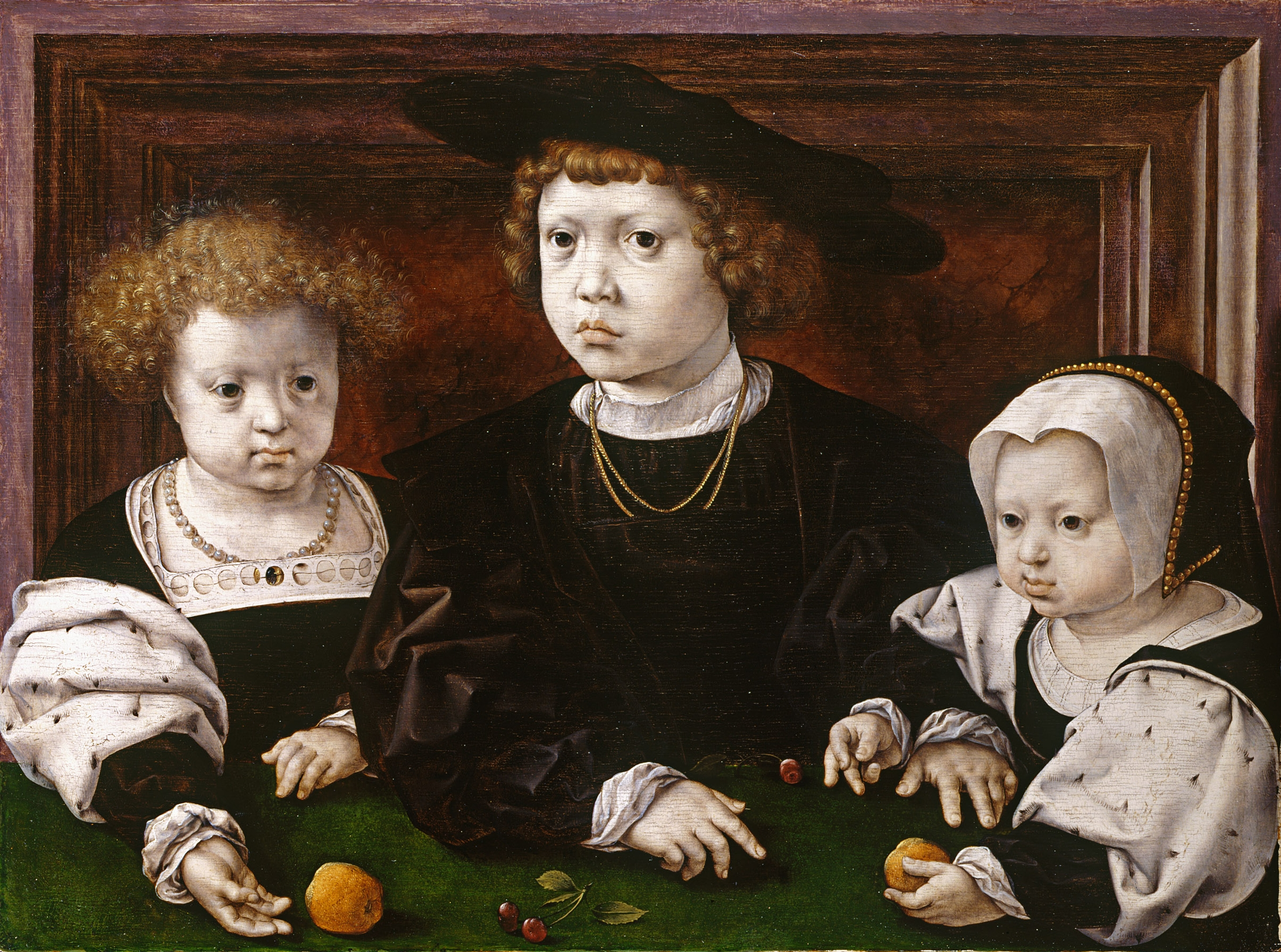
クリスチャン2世の3人の子供たち、ヤン・ホッサールト画、1526年

ハンス・ア・ダンマーク（Hans af Danmark, 1518年2月21日 - 1532年8月11日）は、デンマーク王クリスチャン2世と王妃イサベラ・ア・ブアグンの間の長男。

## 生涯
1523年、父が大叔父のフレゼリク1世によって王位を奪われると、ハンスとその家族は母イサベラの実家のある低地地方のデ・リールで困窮した亡命生活を送ることになった。父は義兄の神聖ローマ皇帝カール5世の軍事援助を得て、王位を簒奪者から奪回することを夢見ていた。その時は訪れることはなく、一家は失意のうちにデ・リールから南方のブラバント公領に居を移した。
1532年の年明け、クリスチャン2世はオスロに赴き、ノルウェーの議会に息子ハンスを正統な王位継承者と認めさせ、息子を王位に就けようと画策した。一方、伯父の皇帝カール5世は、ハンスをレーゲンスブルクに連れて行った。ハンスは間違いなく、ハプスブルク家の庇護下にデンマーク王位請求者として政治的役割を果たすことを期待されていたが、同年の夏にレーゲンスブルクの皇帝の宿所で亡くなった。
14歳で夭折したハンスの遺骸は、ヘントの聖ピーテル修道院に埋葬された。しかし1883年になって遺骸は掘り起こされて故国デンマークに移送され、オーデンセの聖クヌーズ修道院に改葬された。ハンスは賢く、一国を治めるに足る能力を持っていた王子だったと言われている。

## 引用
1. ↑  Bricka 1887, p. 567.
2. ↑  Bricka 1887, p. 566.